# Bactrocera abdofuscata
Bactrocera abdofuscata
 es una especie de díptero que Drew describió por primera vez en 1971. Bactrocera abdofuscata pertenece al género Bactrocera de la familia Tephritidae.